# Hjalmar Söderberg

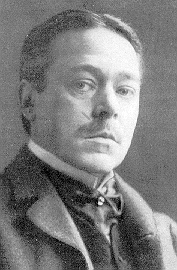
Hjalmar Söderberg

Hjalmar Emil Frederik Söderberg (Stockholm, 2 juli 1869 - Kopenhagen, 14 oktober 1941) was een Zweeds schrijver en dramaturg. In Zweden wordt hij algemeen beschouwd als een der belangrijkste schrijvers van rond 1900, direct na August Strindberg.

## Leven en werk
Söderberg werd geboren als zoon van een ambtenaar. Hij studeerde aan de Universiteit van Uppsala, brak zijn studie af om journalist te worden, maar wijdde zich al snel volledig aan het schrijverschap.
Zijn romandebuut Förvillelser (1895) is een impressionistische milieustudie van Stockholm in de jaren 1890. In zijn volgende werk, Historietter (1898), een door Guy de Maupassant geïnspireerde bundel korte verhalen, toont hij zich een begaafd satirisch verteller, maar met een duidelijk sceptische inslag, met name ten aanzien van maatschappij en kerk.
Söderbergs bekendste werk is de roman Martin Bircks ungdom (1901, Nederlands: De jeugd van Martin Birck), over de ontwikkeling van een jongen tot man. Martin Birck is een fin-de-siècletype, eenzaam, melancholiek, zonder geloof en illusie. In dit quasi-autobiografische werk komt de pessimistische levensopvatting van Söderberg duidelijk tot uiting, maar ook zijn nietsontziende oprechtheid. De hoofdmotieven van het verhaal worden op harmonische wijze verenigd met filosofische beschouwingen en gevoelige schilderingen van het Stockholm uit het einde van de 19e eeuw.
Söderbergs volgende romans trokken ten tijde van hun verschijnen sterk de aandacht door de behandeling van erotische problemen. Doktor Glas (1905, Nederlands Dokter Glas), een roman in dagboekvorm, valt op door zijn voor die tijd baanbrekende behandeling van de rol van het onderbewuste, waarmee hij een moord verklaart en in zekere zin rechtvaardigt. Den allvarsamma leken (1912, Nederlands: Het ernstige spel) is een bittere, eerlijke liefdesroman, geplaatst in een historisch kader.
Sörderberg schreef ook drama’s, waarvan Gertrud (1906) het bekendst is, een reisboek, Hjärtats oro (1909, Nederlands: De onrust van het hart) en essays. Met name aan het einde van zijn leven toont hij zich een bewogen en strijdbaar humanist, politiek geëngageerd (antifascistisch) en altijd bezig met religieuze vraagstukken. Alcoholisme kwam de kwaliteit van zijn latere werk echter niet ten goede. Hij stierf in 1941 op 72-jarige leeftijd.